# Hyperphrona punctulata
Hyperphrona punctulata är en insektsart som beskrevs av Brunner von Wattenwyl 1891. Hyperphrona punctulata ingår i släktet Hyperphrona och familjen vårtbitare. Inga underarter finns listade i Catalogue of Life.